# مينا
الملك مينا (المصرية: ماني؛ اليونانية القديمة: Μήνης؛ (بالإنجليزية: Menes) هو ملك مصري قديم من عصر الأسرات المبكرة، أحد ملوك مصر في فترة الأسرات المبكرة في مصر القديمة، ينسب إليه توحيد مصر العليا والسفلى وبصفته مؤسس الأسرة الأولى.
هوية مينا موضع جدل بين علماء المصريات فالبعض ينسبه إلى الملك حور عحا، والبعض الآخر ينسبه إلى الملك نارمر. يعود الفضل إلى كلا الفرعين في توحيد مصر بدرجات مختلفة من قبل سلطات مختلفة.

## سيرته
الملك مينا موحد القطرين ملك مصري من الأسرة المصرية الأولى مدينة طيبة (الأقصر حاليا)، استطاع أن يوحد القطرين (المملكتين الشمال والجنوب) حوالي عام 3200 ق.م ولقب لهذا الفضل العظيم بعدة ألقاب مثل (ملك الأرضين، صاحب التاجين، نسر الجنوب، ثعبان الشمال). يعتبر الملك مينا مؤسس الأسرة الأولى لملوك مصر القديمة.

## أصل الاسم

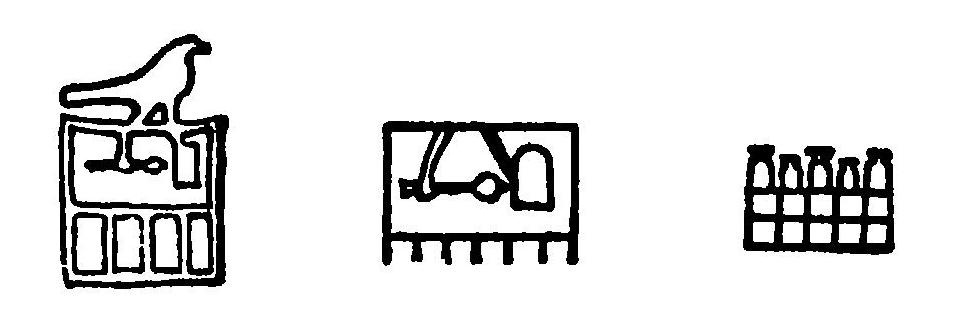
اسمان من حورس لحور عحا (على اليسار) واسم مينا (على اليمين) بالهيروغليفية.

يذكر اسم مينا في بعض الكتابات المصرية القديمة باسم (ميني)، ومن ثم حرف المصريون الاسم إلى مينا، ومن الغريب أن كلمة (ميني) تعنى باللغة المصرية القديمة «يؤسس» أو «يشيد»، فكأن المصريين أرادوا أن يبجلوا عمله في اسمه. وبعض المؤرخين يؤكدون أن (ميني) فعل أو لقب وليس اسما.
أما في اللغة القبطية (المصرية) فاسم مينا له مرادفات كثيرة منها (ثابت أو راسخ أو مكين أو دائم أو باق أو مؤسس) إذا مينا يعتبر فاعلا للفعل مينى في اللغة المصرية.
الاسم الشائع الاستخدام مينا مشتق من مانيثو، مؤرخ وكاهن مصري عاش خلال المملكة البطلمية. لاحظ مانيتو الاسم باليونانية كـ Μήνης (مترجم : Mênês). شكل يوناني بديل، Μιν (مترجم صوتي: Min)، تم الاستشهاد به من قبل مؤرخ القرن الخامس قبل الميلاد هيرودوت،  ولكن هذا البديل لم يعد مقبولًا ؛ يبدو أنه كان نتيجة التلوث من اسم الإله مين.  الشكل المصري، mnj، مأخوذ من قوائم الملك في تورين وأبيدوس، والتي تعود إلى الأسرة التاسعة عشرة، والتي أعيد بناء نطقها كـ ‎*/maˈnij/‏. بحلول أوائل الدولة الحديثة، أدت التغييرات في اللغة المصرية إلى نطق اسمه بالفعل ‎*/maˈneʔ/‏. اسم mnj يعني "من يتحمل"، والذي يقترحه آي إي إس إدواردز (1971)، ربما تمت صياغته على أنه "مجرد لقب وصفي يشير إلى بطل شبه أسطوري [...] فقد اسمه". بدلاً من اسم شخص معين، قد يخفي الاسم جماعياً حكام نقادة الثالث : كا، العقرب الثاني ونارمر.

## نارمر ومينا
الملك نارمر في صنع لوحة تذكارية تخلد ما قام به سميت باسم لوحة نارمر، الغياب شبه الكامل لأي ذكر لمينا في السجل الآثاري، والثروة المقارنة من أدلة نارمر، وهو شخصية بدائية يرجع الفضل فيها إلى الأجيال القادمة وفي السجل الآثاري مع ادعاء ثابت لتوحيد المنطقة العليا والسفلى. لقد أدت مصر إلى ظهور نظرية تربط بين مينا ونارمر. المرجع الأثري الرئيسي لمينا هو ملصق عاجي من نقادة يظهر اسم حورس الملكي آها (الملك المصري حور عها) بجوار مبنى، يوجد بداخله الاسم الملكي mn، يؤخذ عمومًا ليكون مينا. من هذا، نظريات مختلفة حول طبيعة المبنى (كشك جنائزي أو ضريح)، معنى كلمة mn (اسم أو فعل) والعلاقة بين Hor-Aha وقد نشأ مينا (كشخص واحد أو كفراعنة متعاقبين). قوائم ملوك تورين وأبيدوس، المقبولة عمومًا على أنها صحيحة، تسرد أسماء بت الجديدة لملوك مصر القديمة، وليس أسماء حورس الخاصة بهم، وهي حيوية للتوفيق المحتمل بين السجلات المختلفة: اسم تتويج -أسماء الملك، أسماء حورس- السجل الأثري وعدد الملوك في الأسرة الأولى حسب مانيثو ومصادر تاريخية أخرى.
حاول فليندرز بيتري هذه المهمة لأول مرة، وربط إيتي بجر باعتباره الملك الثالث للأسرة الأولى، تيتي (تورين) (أو أيتي آخر (أبيدوس)) مع حور آها كملك ثان، ومينا (اسم سمين) مع نارمر (اسم حورس) كأول ملك للسلالة الأولى وجد لويد (1994) هذه الخلافة "محتملة للغاية"، ويذكر سيرفيلو أوتوري (2003) بشكل قاطع أن "مينا هو نارمر وتبدأ الأسرة الأولى معه ". ومع ذلك، ذكر سيدلماير (2004) أنه "استنتاج آمن إلى حد ما" أن مينيس كان حور آها.  تم تقديم وثيقتين كدليل إما على أن نارمر كان مينا أو أن حور عحا كان مينا. الأول هو "ملصق نقادة" الذي تم العثور عليه في موقع نقادة، في قبر الملكة نيث حتب، ويُفترض غالبًا أنها والدة حورس آها. يظهر على الملصق سرخ حور عحا بجوار حاوية توجد بداخلها رموز فسرها بعض العلماء باسم "مينا". والثاني هو طبعة الختم من أبيدوس التي تتناوب بين سيريخ نارمر ورمز رقعة الشطرنج " mn "، والذي يُفسَّر على أنه اختصار لمينا. تم تقديم الحجج فيما يتعلق بكل من هذه الوثائق لصالح نارمر أو حور عحا كونها مينا، ولكن في كلتا الحالتين لم تكن الحجة قاطعة.
الوثيقة الثانية، طبعة الختم من أبيدوس، تُظهر سرخ نارمر بالتناوب مع علامة لوحة اللعبة (mn)، جنبًا إلى جنب مع مكملها الصوتي، علامة n، والتي تظهر دائمًا عند كتابة الاسم الكامل لمينا، مرة أخرى تمثل اسم "مينا". للوهلة الأولى، يبدو أن هذا دليل قوي على أن نارمر كان مينا. ومع ذلك، استنادًا إلى تحليل طبعات أختام الأسرة الأولى الأخرى في وقت مبكر، والتي تحتوي على اسم واحد أو أكثر من الأمراء، فسر علماء آخرون انطباع الختم على أنه يظهر اسم أمير نارمر المسمى مينا، ومن ثم مينا كان خليفة نارمر، حور عحا، وهكذا كانت حور عحا مينا. تم دحض هذا من قبل Cervelló-Autuori 2005؛ لكن الآراء لا تزال متباينة، ولا يمكن القول بأن الانطباع الختم يدعم أيًا من النظريتين بشكل قاطع.
بعد أن ذكر هيرودوت أول ملك لمصر، مين، كتب أن لينوس، الذي أطلق عليه المصريون مانيروس، كان "الابن الوحيد للملك الأول لمصر" وأنه مات قبل الأوان.

## تواريخ
اقترح علماء المصريات وعلماء الآثار والعلماء من القرن التاسع عشر تواريخ مختلفة لعصر مينا، أو تاريخ الأسرة الأولى:
- جون جاردنر ويلكنسون (1835) - 2320 ق
- جان فرانسوا شامبليون (نُشر بعد وفاته عام 1840) - 5867 قبل الميلاد
- أغسطس بوكه (1845) - 5702 ق
- كريستيان تشارلز جوزياس بنسن (1848) - 3623 ق
- ريجنالد ستيوارت بول (1851) - 2717 ق
- كارل ريتشارد ليبسيوس (1856) - 3892 ق
- هاينريش كارل بروغش (1859) - 4455 قبل الميلاد
- فرانز جوزيف لاوث (1869) - 4157 ق
- أوغست مارييت (1871) - 5004 ق
- جيمس سترونج (1878) - 2515 ق
- فلندرز بيتري (1887) - 4777 ق

الإجماع الحديث يؤرخ لعصر مينا أو بداية السلالة الأولى بين ج. 3200 - 3030 ق. بعض استخدامات المؤلفات الأكاديمية ج. 3000 قبل الميلاد.

## تاريخ
بحلول عام 500 قبل الميلاد، جعلت المزاعم الأسطورية والمبالغ فيها مينيس بطلاً للثقافة، ومعظم ما هو معروف عنه يأتي من وقت لاحق.
ينسب التقليد القديم إلى مينا شرف توحيد مصر العليا والسفلى في مملكة واحدة، وأن يصبح أول ملك في الأسرة الأولى. ومع ذلك، لا يظهر اسمه على القطع الموجودة في الحوليات الملكية (حجر القاهرة وحجر باليرمو)، وهي قائمة ملوك مجزأة الآن تم نقشها على لوحة خلال الأسرة الخامسة. يظهر عادة في المصادر اللاحقة كأول حاكم بشري لمصر، ورث العرش مباشرة من الإله حورس. كما ظهر أيضًا في قوائم الملوك الأخرى بعد ذلك بكثير، ودائمًا كأول ملك بشري لمصر. يظهر مينا أيضًا في الروايات الديموطيقية في الفترة الهلنستية، مما يدل على أنه، حتى في وقت متأخر، كان يُنظر إليه على أنه شخصية مهمة.
كان يُنظر إلى مينا على أنه شخصية مؤسسية في كثير من تاريخ مصر القديمة، على غرار رومولوس في روما القديمة. سجل مانيثو أن مينا "قاد الجيش عبر الحدود وفاز بمجد عظيم".

## عاصمة
يربط مانيثو مدينة ثينيس بفترة الأسرات المبكرة، وعلى وجه الخصوص، مينيس، "ثينيت" أو من مواليد ثينيس. يناقض هيرودوت مانيثو في قوله إن مينا أسس مدينة ممفيس كعاصمة له  بعد تحويل مجرى النيل من خلال بناء سد. مانيثو ينسب بناء ممفيس إلى ابن مينا، أثوثيس، ولا يدعو أي فراعنة قبل الأسرة الثالثة "ممفيت".
من المحتمل أن تكون قصص هيرودوت ومانيثو عن تأسيس ممفيس اختراعات لاحقة: في عام 2012 تم اكتشاف ارتياح يذكر زيارة ممفيس التي قام بها إيري حور - حاكم ما قبل الأسرات في صعيد مصر الذي حكم قبل نارمر - في شبه جزيرة سيناء، مما يشير إلى أن المدينة كانت كذلك. موجودة بالفعل في أوائل القرن الثاني والثلاثين قبل الميلاد.

## إنشاء قلعة الجدار الأبيض
فكر الملك مينا في اختيار موقعاً يتوسط مملكتا الشمال والجنوب لكى يستطيع أن يحكم منها مصر، فقام بإنشاء قلعة محاطة بسور أبيض وأسماها (من-نفر) وتعنى الميناء الجميل أو الجدار الأبيض والذي مازال جزء منه متبقيًا إلى الآن، وقد كانت من فر أول عاصمة لمصر بعد الوحدة ولكن نظرا لقوة نفوذ ملوك مدن الجنوب لم تستقر منف كعاصمه للبلاد ولم تصل إلى قوتها وذروة حكمها الا في عصر الدولة القديمة، ثم أسماها الإغريق بعد ذلك ممفيس أو طريق الكباش، ثم أطلق عليها العرب عند فتح مصر منف وهي الآن منطقة ميت رهينة التابعة لمركز ومدينة البدرشين محافظة الجيزة.

## حور عحا
حور عحا هو اسم الملك الذي خلف الملك مينا. وهو ينتسب إلى قائمة الاسم الحورى التابعة للألقاب الملكية. ومعنى حور عحا هو «حور الذي يحارب»، يسمى بالاسم الحوري نسبة إلى الإله حور، وهو يكتب داخل علامة السرخ - والتي تعني واجهة القصر واستعملت فيما بعد بمعنى القصر (صرح كما نقلها العبرانيون للعرب) - كما يسمى أيضا بالاسم الكاوي نسبة إلى الكا. وهو من أقدم الأسماء، وكان مستخدما في ملوك ما قبل الأسرات. وهو يعتبر الملك التجسيد الأرضى للإله حورس أهم إله في حياة المصريين.

## حلقة التمساح
كتب ديودوروس سيكولوس قصة مينا رواها كهنة إله التمساح سوبك في كروكوديلوبوليس، حيث هاجم الفرعون مينيس بعض الحيوانات أثناء الصيد، فر عبر بحيرة موريس على ظهر تمساح، أسس مدينة كروكوديلوبوليس.
بينما يعترف غاستون ماسبيرو (1910) بإمكانية اختلاط التقاليد المتعلقة بملوك آخرين بهذه القصة، فإنه يرفض اقتراحات بعض المؤرخين بأنه ينبغي نقل القصة إلى فرعون الأسرة الثانية عشرة أمنمحات الثالث ولا يرى ذلك. سبب للشك في أن ديودوروس لم يسجل بشكل صحيح تقليد مينا. في وقت لاحق، ذكر إدواردز (1974) أن "الأسطورة، التي من الواضح أنها مليئة بالمفارقات التاريخية، خالية بشكل واضح من القيمة التاريخية".

## التأثير الثقافي

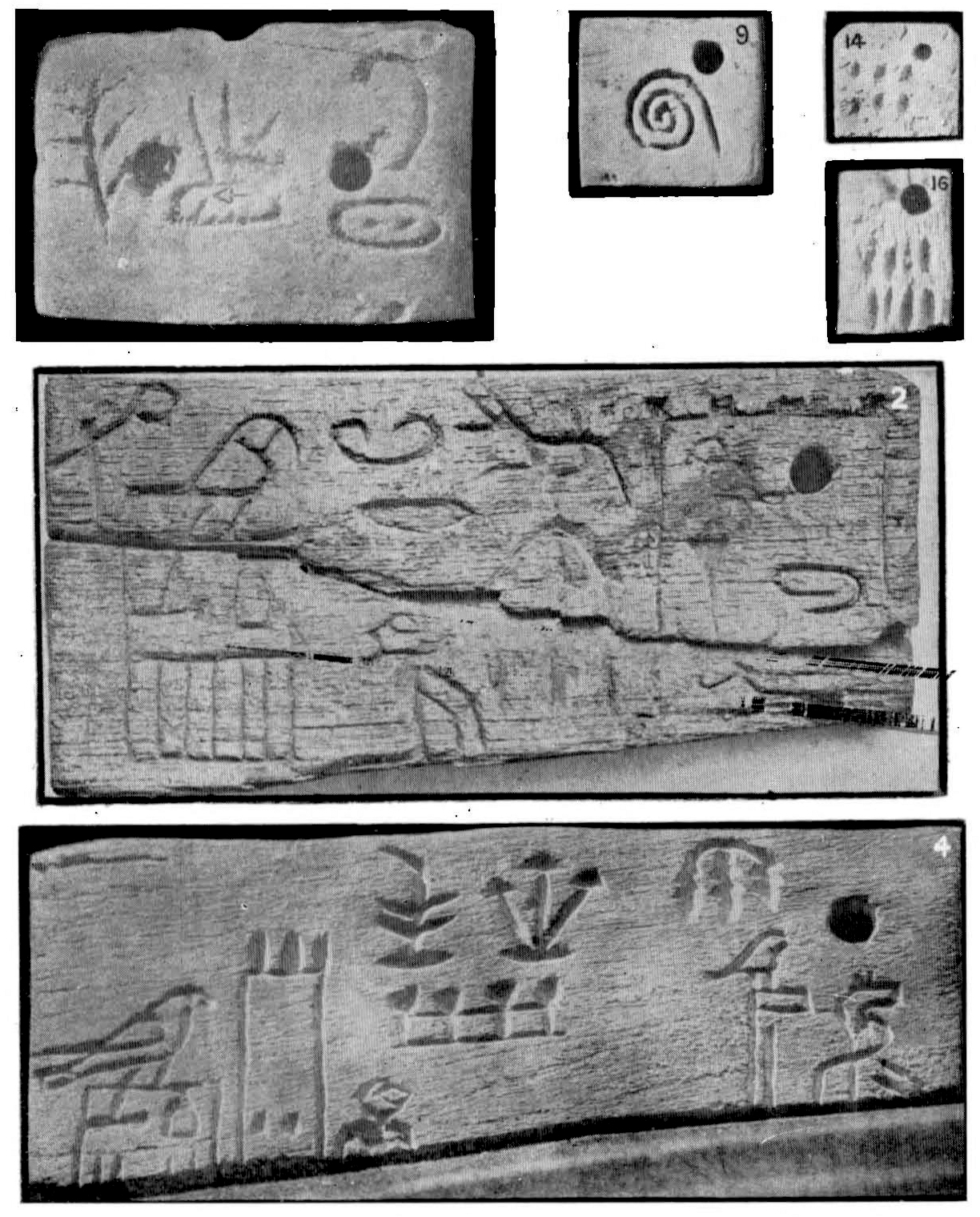
ملصقات من قبر نارمر

ذكر ديودور الصقلي أن مينا قد أدخل عبادة الآلهة وممارسة التضحية، بالإضافة إلى أسلوب حياة أكثر أناقة وفخامة. بالنسبة لهذا الاختراع الأخير، تم إهانة ذكرى مينا من قبل فرعون الأسرة الرابعة والعشرين تفناخت، وذكر بلوتارخ عمودًا في طيبة نُقِش عليه إهانة ضد مينا كمقدم للرفاهية.

## في الثقافة الشعبية
كتب ألكسندر داو (1735 / 6–79)، وهو مستشرق وكاتب مسرحي اسكتلندي، مأساة سيثونا التي تدور أحداثها في مصر القديمة. تم وصف الجزء الرئيسي من مينا في الدراما الشخصية على أنه "الوريث الذكر التالي للتاج" الذي يرتديه الآن سيرافيز، ولعبه صموئيل ريديش في إنتاج عام 1774 بواسطة ديفيد جاريك في المسرح الملكي، دروري لين.
وفقًا لمانيثو، حكم مينا لمدة 30 أو 60 أو 62 عامًا وقتل على يد فرس النهر.

## اقرأ أيضا
- سيرخ
- شجرة عائلة الأسرة الأولى في مصر
- مانوس، شخصية الأجداد في الأساطير الجرمانية
- مينوس، ملك كريت، ابن زيوس ويوروبا
- مانو (الهندوسية)، سلف البشرية
- نو، شخصية أسطورية من هاواي قامت ببناء فلك ونجت من فيضان عظيم
- نوا، إلهة في الأساطير الصينية اشتهرت بخلق الجنس البشري
- مين (إله)
- حور عحا